# 舒溶溪乡
舒溶溪乡，是中华人民共和国湖南省怀化市溆浦县下辖的一个乡镇级行政单位。

## 行政区划
舒溶溪乡下辖以下地区：
舒溶溪村、荷包湾村、候利垴村、龙角桥村、水洋坪村、尖岩塘村、竹坡坳村、扎水塘村、水田溪村、匡家坨村、曹家溪村、火炉溪村和灯盏坨村。